# Didier Conrad
Didier Conrad, llamado simplemente Conrad (Marsella, 6 de mayo de 1959) es un dibujante de cómics y artista francés, muy popular en ese país, que ha alcanzado fama internacional tras ser elegido como el nuevo  dibujante de la serie de historieta Astérix.

## Inicios
Didier Conrad nació en Marsella, en el seno de una familia de inmigrantes suizos. Se apasionó rápidamente por el noveno arte, y a los 14 años envió una plancha a la revista Le Journal de Spirou, que logró publicar en la sección «carta blanca» del número 1865. Cinco años más tarde, Conrad comenzó con su primera serie, titulada «Jason», en la que colaboró con Mythic, Thierry Martens, a la sazón, redactor jefe de la revista, quien le puso en contacto, dos años más tarde, con otro autor que vivía en Marsella, Yann. Los dos jóvenes artistas, aunque tenían diferentes personalidades, mantenían gustos comunes, lo que les llevó a trabajar juntos.
Habiendo enviado proyectos a Ice Fluid que fueron rechazados,proponen su trabajo nuevamente al 'Journal de Spirou' y publican su primera historia en 1979. Sawfee: The Hangman Saga aparece en el número 2143 de Le Journal de Spirou. La línea de Conrad es nerviosa, cercana a la de F''ranking''. Los dos autores trabajan juntos en el dibujo y el guion.

## Los años enSpirou
Después de algunas historias cortas, el nuevo editor, Alain De Kuyssche, propone al dúo la animación del periódico, trabajo que ambos aceptan, pero que, dado su espíritu libre, desarrollan de una manera muy particular, desviándose del concepto tradicional de «animación», introduciendo mordaces gags en los que se burlan de otros artistas que trabajan en la revista, con altas dosis de provocación. Esto se realizó en una época convulsa de la revista, en la que los autores estrella de la misma, estaban ofreciendo historias mediocres que ocupaban gran parte de la revista, con lo que apenas había páginas para publicar a otros autores talentosos que estaban empezando.
En sus historias, los dos autores clamaron contra la mediocridad imperante en la revista, lo que provoca malestar entre la plantilla, ya que usan  secretos de la empresa para sus planchas.
En un intento por calmar las cosas, Charles Dupuis decide nombrar a José Dutilleu director de la idea. Él estará a cargo, por así decirlo, de controlar las planchas del dúo. La joven pareja era muy apreciada, profesional y personalmente por Franking, el artista estrella de la revista, lo que les volvió, en cierta forma, intocables.
Tras su revolución, Yann y Conrad proponen una nueva serie regular para la revista. En este momento, Buck Danny desaparece de las páginas de Spirou, y los dos jóvenes autores proponen un nuevo personaje que funciona en el mismo mundo, llamado Chuck Willis.